# Matic Osovnikar
Matic Osovnikar, född 19 januari 1980 i Kranj, Slovenien, slovensk friidrottare som springer 100 meter.
Han deltog i Olympiska sommarspelen 2004 i Aten men kom bara till andra omgången. Osovnikar tog dock brons i EM i friidrott 2006 i Göteborg. I VM i friidrott 2007 i Osaka kom han 7:a och var därmed förste vite man i en global mästerskapsfinal sen 1980-talet. Hans personbästa är 10.13.